# ترسة (جنس)
تِرْسَة جنسٌ من السلاحف القازبة الرخوة التي تنتمي إلى عائلة الترسيات. أعطانها مياه المناطق الحارة. تفضل الأنهر على البحيرات. طولها يرواح من 60 إلى 80 سم. جميعها مفترسة قُوتُها الأسماك والضفادع والحيات والطيور المائية.